# Vlag van Ossenzijl

Vlag van Ossenzijl

De vlag van Ossenzijl is de dorpsvlag van de Overijsselse dorp Ossenzijl. De vlag is op 7 juni 2015 in gebruik genomen en onthuld tijdens de optocht van het jaarlijkse dorpsfeest. De vlag bestaat uit een groen veld met onderin een blauwe golvende baan. Aan de rechterzijde van de vlag zijn er drie gele rietstengels geplaatst.
Belt-Schutsloot
· Blankenham
· Boekelo
· Buurse
· Giethoorn
· Herxen
· Hoonhorst
· Kuinre
· Mariënheem
· Oldemarkt
· Ossenzijl
· Scheerwolde
· Slangenbeek
· Vollenhove
· Zenderen